# Бондурівська сільська рада (Немирівський район)
| Бондурівська сільська рада — колишній орган місцевого самоврядування у Немирівському районі Вінницької області з адміністративним центром у с. Бондурівка. Сільській раді були підпорядковані населені пункти: - с. Бондурівка - с. Мар'янівка |

## Склад ради
Рада складалася з 12 депутатів та голови.

## Керівний склад сільської ради
| ПІБ                         | Основні відомості                                                                             | Дата обрання | Дата звільнення |
| --------------------------- | --------------------------------------------------------------------------------------------- | ------------ | --------------- |
| Смітюх Віталій Філімонович  | Сільський голова, 1953 року народження, освіта, член Всеукраїнського об'єднання «Батьківщина» | 26.03.2006   | 31.10.2010      |
| Ратушняк Василь Миколайович | Сільський голова, 1964 року народження, освіта середня спеціальна, член Партії регіонів       | 31.10.2010   |                 |

Примітка: таблиця складена за даними джерела